# NGC 3734
NGC 3734 ist eine Spiralgalaxie vom Hubble-Typ Sbc im Sternbild Becher am Südsternhimmel. Sie ist schätzungsweise 402 Millionen Lichtjahre von der Milchstraße entfernt.
Das Objekt wurde am 19. April 1794 von Wilhelm Herschel entdeckt.